# Karl Eberhardt (Landrat)
Karl Gottlob Eberhardt (* 13. Juni 1884 in Stuttgart; † 31. Dezember 1980 in Tübingen) war ein württembergischer Verwaltungsbeamter.

## Leben
Der Sohn eines Bankkontrolleurs studierte unter anderem an der Universität Tübingen Jura. Er wurde als Student Mitglied des Tübinger und Leipziger Wingolf. 1904 legte er die erste und 1910 die zweite Staatsprüfung für den höheren Justizdienst ab. Im Juli 1910 trat er in die württembergische Innenverwaltung ein und arbeitete bis 1919 an verschiedenen Stellen. 1919 erfolgte die planmäßige Anstellung als Assessor. 1921 wurde er Regierungsrat und 1926 Oberregierungsrat. Nebenamtlich wurde er zeitweise als Staatskommissar beim Württembergischen Sparkassen- und Giroverband eingesetzt. Von 1928 bis 1932 war er mit der Leitung des Oberamts Heidenheim betraut. Anschließend erfolgte die Beförderung zum Ministerialrat und die Versetzung zurück zum Innenministerium, wo er als Hauptberichterstatter bei verschiedenen Abteilungen tätig war. Ende April 1945 wurde er als kommissarischer Landrat nach Nürtingen entsandt, jedoch im Februar 1946 von der US-Militärregierung abgesetzt und entlassen. Nachdem er nie Mitglied der NSDAP gewesen war, konnte er im Mai 1946 die Amtsgeschäfte wieder aufnehmen. Im August 1946 übernahm Karl Eberhardt als Ministerialrat die Leitung der Hauptverwaltung im Landwirtschaftsministerium Württemberg-Baden. 1949 erfolgte die Beförderung zum Ministerialdirektor, am 30. Juni 1950 ging er in den Ruhestand.

## Politik
Im Januar und Februar 1946 war er als Vertreter der Landräte Mitglied der vorläufigen Volksvertretung für Württemberg-Baden.